# ナカピリピリ県

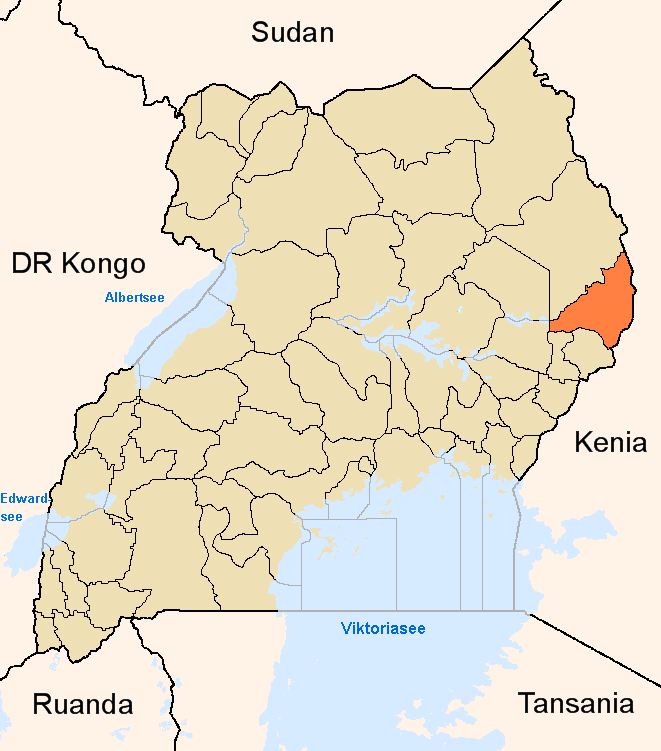
ナカピリピリ県と2001年から2005年の県境（*モロト県との境界が正しくない）

ナカピリピリ県 (ナカピリピリけん、Nakapiripirit District) はウガンダ東部カラモジャ地方南部の県。モロト県から2001年7月1日に南部のピアン郡、カダム（チェクウィー）郡、ウペ（ポコット）郡が分割され設置された。3つの郡にナカピリピリを含め10の副郡が置かれている。2002年の国勢調査人口は 153,862 人。カダム山のナカピリピリ周辺と東部の人口密度が比較的高い。東部にポコット族が多く、他はカラモジョン系が多い。宗教はカトリックが約54%、伝統信仰が約24%、聖公会が約8%である。南部にケルム川が流れる。
ウガンダ軍による遊牧民の武装解除が越境して行われ問題となっている。

## 隣接する県
南にセベイのカプチョルワ県とブクウォ県（ブクワ県）、ブギスのシロンコ県、西にテソ地方のカタクイ県、クミ県、ブケデア県、東はケニアリフトバレー州と接する。
- ナビラトゥク県
- アムダット県
- クウェエン県
- ブランブリ県
- クミ県

## 脚註
1. ↑  2002 Uganda Population and Housing Census, Nakapiripirit District Report